# Procès de Riom

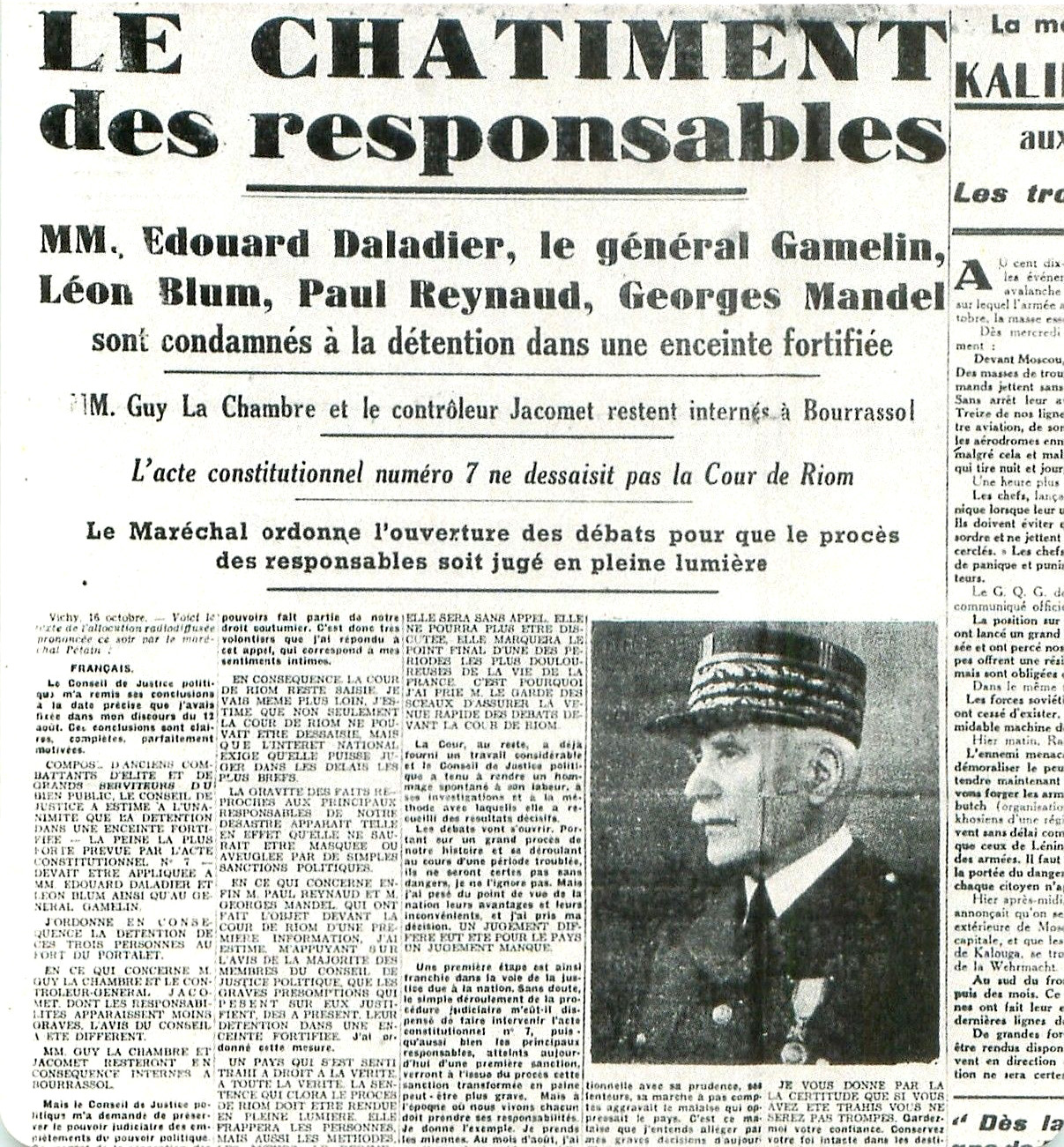
Par ordre du maréchal Pétain, les journaux reçoivent la consigne d'annoncer, en gros caractères et sur cinq colonnes, le châtiment des responsables présumés de la défaite, novembre 1940.

Le procès de Riom est un procès jamais achevé s’étant déroulé durant la Seconde Guerre mondiale, du 19 février au 15 avril 1942, dans la ville de Riom, dans le Puy-de-Dôme, en France.
Voulu par les dirigeants du régime de Vichy, et particulièrement par le maréchal Pétain, il avait pour objectif de démontrer que certains dirigeants politiques de la Troisième République étaient responsables de la défaite de 1940, tout comme certains militaires, à commencer par l’ancien généralissime Maurice Gamelin, qui figurait parmi les accusés.
Ce procès était également voulu par l’occupant, mais dans une tout autre optique : voulant une revanche sur le traité de Versailles qui avait rendu l'Allemagne responsable de la Grande Guerre, Hitler entendait que la France dans ce procès se condamne elle-même comme « fauteuse de guerre ». Hitler, qui contrôlait étroitement le régime de Vichy, constata que le procès de Riom ne répondait pas à cette exigence et imposa au gouvernement français de l'interrompre. D'autant que les accusés, notamment les hommes politiques Léon Blum et Édouard Daladier, par la qualité de leur défense, retournèrent l'accusation contre les autorités du régime de Vichy et mirent en lumière le rôle du haut commandement de l'Armée française, incapable de préparer et conduire cette guerre en raison d'une profonde rigidité doctrinale et sclérose intellectuelle et d'une incapacité à intégrer les évolutions tactiques offertes par les nouveaux armements,.

## L'accusation

### La volonté de revanche
L'accusation, sous la pression de Vichy, voulait montrer que certains dirigeants politiques, notamment de gauche, avaient commis de graves fautes dans la préparation de la France durant les années précédant le conflit. Suivant cette thèse, on leur reprochait entre autres de ne pas avoir assez bien équipé l'armée. Plusieurs de ces erreurs, se cumulant, auraient été la cause de la défaite française face à l'armée allemande.
Il n'est pas le premier procès de la défaite organisé en France du fait du précédent historique du procès de François Achille Bazaine à la suite de la défaite de 1870.
Le procès devait surtout fournir une certaine légitimité au régime de Vichy, en démontrant que la IIIe République était un mauvais système politique qui, notamment du fait de son instabilité gouvernementale et de ses compromissions, avait mené la France à la débâcle de 1940. Certains membres de l'armée voyaient en ce procès un moyen de rejeter la faute de la rapide défaite française sur d'autres qu'eux ; et enfin, le régime nazi était trop heureux de démontrer l'inefficacité de la démocratie et de désigner ses responsables politiques comme « fauteurs de guerre » (c'étaient en effet, après l'invasion de la Pologne par l'Allemagne, la France et l'Angleterre qui avaient déclaré la guerre à l'Allemagne en 1939).

### La Cour de justice
L'Acte constitutionnel no 5 du 30 juillet 1940, dans son article 2, institua une Cour suprême de justice, qui fut aussi chargée de l'instruction.
Le procès devait « juger les ministres, les anciens ministres ou leurs subordonnés immédiats (…) accusés d'avoir trahi les devoirs de leur charge dans les actes qui ont concouru au passage de l'état de paix à l'état de guerre avant le 4 septembre 1939 et dans ceux qui ont ultérieurement aggravé les conséquences de la situation ainsi créée ».
La période des faits jugés par la cour allait de 1936 (qui correspond à l'arrivée du Front populaire au pouvoir) à 1940 (qui correspond à la date à laquelle le maréchal Pétain se vit confier les pleins pouvoirs constituants par les deux assemblées réunies en Assemblée nationale). Il fallait éviter de remonter avant 1936, faute de quoi certaines autorités de Vichy pourraient être mises en cause (dont Pétain, ministre de la Guerre en 1934 dans le gouvernement Doumergue).
Les « crimes » commis ont été définis rétroactivement (c'est-à-dire qu'à l'époque des faits, les crimes prétendument commis n'en étaient pas selon la loi), ce qui est contraire à tous les principes juridiques français et internationaux (lors du procès de Nuremberg, certaines accusations ont été basées sur des notions antérieures du droit, et peu, telles que le crime contre l'humanité, ont été appliquées de façon rétroactive).
La Cour prit ses fonctions le mois suivant, le 8 août à Riom. Elle était composée, selon le décret du 1er août 1940 de :
- un président de la Cour suprême de justice, Pierre Caous (1877–1958), président de la chambre criminelle de la cour de cassation ;
- un vice-président, Lagarde, conseiller à la cour de cassation ;
- de membres titulaires :
  - Paul Tanon (1878–1943), conseiller à la cour de cassation ;
  - l'amiral Octave Herr ;
  - le général Charles René Watteau, membre du conseil de l'ordre de la Légion d'honneur ;
  - Georges Ripert, membre de l'Institut, doyen de la faculté de droit de Paris ;
  - Jean Benoist, maître des requêtes honoraire au conseil d'État ;
- de membres suppléants :
  - René Baraveau (1870–1976), conseiller à la cour de cassation ;
  - Maurice Lemaire (1886–1969), premier président de la cour d'appel de Montpellier ;
  - Émile Lesueur (1880–1946), président de chambre à la cour d'appel de Paris.

Le procureur général près la Cour suprême de justice est Gustave Cassagnau, avocat général à la cour de cassation, assisté des avocats généraux  Maurice Gabolde, procureur général près la cour d'appel de Chambéry, et Bruzin, avocat général près la cour d'appel de Paris.

### La condamnation
Alors que l'instruction piétine et que la tension monte dans le conflit, notamment après l'invasion de l'Union soviétique par l'Allemagne le 22 juin 1941, le maréchal Pétain annonce à la radio qu'il condamnera lui-même les coupables, en vertu de l'Acte constitutionnel no 7 du 27 janvier 1941, après avoir écouté l'avis d'un Conseil de justice politique qu'il instaure. Ce nouvel organe rend ses conclusions le 16 octobre 1941. Pétain décide alors :
- d'abandonner les poursuites contre Paul Reynaud et Georges Mandel. Ces derniers seront tout de même incarcérés arbitrairement au fort du Portalet. Ils seront enlevés par les Allemands plus tard, et ne seront pas remis à la France, malgré les protestations officielles de Pétain pour qui cette « affaire » était du ressort de l'État français et non de l'occupant ;
- les cinq autres accusés sont inculpés et condamnés à la peine maximale prévue à l'article 7, la détention à vie dans une enceinte fortifiée[11].

Après que Pétain eut condamné les responsables politiques, ce sont les hommes, en tant que citoyens, qui furent jugés à Riom (conformément à l'article 4 de l'Acte constitutionnel no 7 qu'il avait décrété). C'est ainsi que le président Caous précisa au début du procès que les accusés seraient considérés comme de simples prévenus et que « pour la cour, le procès n'est pas et ne sera jamais un procès politique ».

## Les accusés
Plusieurs lois furent instaurées par le régime de Vichy pour pouvoir effectuer des internements administratifs d'anciens responsables politiques.
Les cinq personnes déférées furent :
- Léon Blum, ancien président du Conseil du Front populaire ;
- Édouard Daladier, ancien ministre de la Guerre et président du Conseil de 1938 à 1940 ;
- le général Maurice Gamelin, ancien chef de l'état-major de l'Armée de terre ;
- Guy La Chambre, ancien ministre de l'Air ;
- Robert Jacomet, ancien secrétaire général du ministère de la Guerre.

Léon Blum, Édouard Daladier et le général Maurice Gamelin furent également détenus au château de Chazeron et au fort du Portalet, Guy La Chambre et Robert Jacomet au château de Bourassol sur la commune de Ménétrol dans le Puy-de-Dôme.
Les deux autres inculpés qui ne furent pas poursuivis étaient :
- Paul Reynaud, ancien président du Conseil en 1940 ; le 5 septembre 1940, il est interné au château de Chazeron, puis au fort du Portalet, comme étant l'un des responsables de la défaite. Il est ensuite pris par les Allemands et emprisonné au camp d'Oranienburg en 1942. En 1943, il est transféré au château d'Itter dans le Tyrol où il retrouve Daladier, Gamelin et Jouhaux. Ils retrouveront la liberté après la bataille du château d'Itter, en 1945.
- Georges Mandel, ancien ministre de l'Intérieur ; interné puis remis aux Allemands (novembre 1942). Après le meurtre de Philippe Henriot par la Résistance, les nazis le livrèrent à la Milice française qui l'assassina en forêt de Fontainebleau en 1944.

## Le procès
Les audiences
L'ouverture du procès a finalement lieu le 19 février 1942.
Plus de quatre cents témoins sont appelés à comparaître ; nombreux sont des militaires devant prouver que l'armée n'était pas assez équipée et que seuls les responsables sont en cause dans la reddition française. La loi instaurant la semaine de 40 heures de travail fut présentée comme l'une des fautes des gouvernements de l'ancien régime de la IIIe République (alors qu'elle n'avait jamais été appliquée dans toute sa rigueur). Les congés payés et les nationalisations furent, en outre, pointés du doigt pour avoir freiné le réarmement du pays. De même, la faiblesse dans la répression des « éléments subversifs et révolutionnaires » fut également présentée comme une faute. Autant de raisons, selon Vichy, de condamner les accusés responsables.
D'ailleurs dès le 20 juin 1940, avant la signature de l'armistice, le maréchal Pétain avait déclaré : « Depuis la victoire, l'esprit de jouissance l'a emporté sur l'esprit de sacrifice. On a revendiqué plus qu’on a servi. On a voulu épargner l'effort, on rencontre aujourd'hui le malheur ». Avant le début du procès, il rappela que la sentence « marquera[it] la fin d’une des périodes les plus douloureuses de la vie de la France frappant les personnes, mais aussi les méthodes, les mœurs, le régime… ».

## Gamelin muet
Gamelin, commandant en chef des armées françaises au moment du conflit avec l'Allemagne, fut accusé de « la division du quartier général en pleine guerre ». Il adopta une défense basée sur le silence : « Me taire, c'est encore servir », répétait-il ; il annonça « qu'il ne s'exprimera[it] pas et refusera[it] de répondre aux interrogatoires, estimant que les commentaires des dépositions qu'il a[vait] adressées à la Cour, au fil de l'instruction, suffis[ai]ent à sa défense ».
Faute du témoignage du seul militaire présent à ce procès, on ne parlera donc pas « des troupes de valeur massées derrière la ligne Maginot (notamment les 3e, 4e, 5e et 8e armées), de l'étirement du front de la Suisse à la mer du Nord, des sites stratégiques allemands non bombardés, de la ligne Siegfried non attaquée… » et de la stratégie « tout défensif-attentisme » adopté par l'état-major français. L'armée, à Riom, va donc être absente et muette.
En parallèle, Guy La Chambre, ministre de l'Air, et Robert Jacomet, contrôleur général des armées sous Édouard Daladier durant 4 ans, demeurèrent pour le moins timides dans leur défense. Dès lors, l'accusation voulut pointer le rôle exclusif des hommes politiques dans la responsabilité de la défaite française.

## Défense offensive de Daladier et Blum: les carences révélées du haut commandement militaire français
Il en alla tout autrement d'Édouard Daladier et de Léon Blum, lesquels, par leur défense acharnée furent les véritables vedettes de ce procès. Tous les deux tentèrent de démontrer les incohérences et le manque de précision flagrant des preuves à charges (un témoin passa de 7 000 à 6 000 chars allemands en cinq minutes) et le non-respect des règles de base d'un procès équitable et juste. En effet, ils n'eurent accès aux 100 000 pages du dossier que trois semaines avant le début du procès.
Ils mêlèrent même le maréchal Pétain aux débats (« aujourd'hui Gambetta serait en prison et Bazaine au gouvernement », déclara Daladier sur le ton de l'ironie). Blum défendit la politique menée durant sa présidence du Conseil (plus gros effort de guerre depuis la Première Guerre mondiale, alors que les gouvernements auxquels participaient Laval et Pétain avaient réduit le budget de l'armée) et même celle des communistes. Il fera notamment référence à Jean-Pierre Timbaud : « J'ai été souvent en bataille avec lui. Seulement, il a été fusillé et il est mort en chantant la Marseillaise… Alors, en ce qui concerne le PCF, je n'ajouterai rien ». Blum note, en outre, que les gouvernements qui lui ont succédé et qui ont précédé celui de Daladier en 1937–1938 ne sont pas concernés, sans doute parce que leur chef s'est rallié à Vichy. Il eut Félix Gouin pour avocat.
Bien que la question des opérations militaires de septembre 1939 à juin 1940 n'eût pas dû être abordée durant le procès, l'évolution de ce dernier mit de plus en plus en lumière la vérité, à savoir que la responsabilité de la défaite militaire incombait principalement à la déficience et aux carences manifestes du haut commandement militaire et qu'il en allait de même en ce qui concernait le choix de l'armistice du 22 juin 1940. Le choix des mots est fondamental. L'armistice est un acte politique où le pays demande la paix et se met à la merci de son adversaire ; à la différence de la capitulation qui est acte militaire où l'armée reconnaît sa défaite mais le pays reste en guerre. De ce fait, et à la différence de tous les autres pays envahis par les troupes allemandes (Belgique, Pologne, Hollande, Norvège) dont les gouvernements trouvèrent refuge en Angleterre, et ce en raison, plus grave, du refus des chefs militaires d'obéir au gouvernement civil, seul représentant de la nation et rompant le pacte républicain, la France fut le seul pays à accepter de son plein gré les conditions de l'Allemagne nazie,.
De fait, la défense de Blum et Daladier démontra que le chef de l'État, le maréchal Pétain, avait été Ministre de la Défense et qu'au titre de membre du Conseil Supérieur de la Guerre, en 1934 sous le gouvernement Doumergue, il avait donc une grande part de responsabilités dans l'impréparation de l'armée. En effet, il avait ainsi réduit le budget militaire de 20 %, alors que le régime de l'Allemagne nazie relançait son programme d'armement à partir de 1934, et stoppé la construction de la ligne Maginot au massif des Ardennes, considéré comme infranchissable, affaiblissant le système de défense de la France. Le Front populaire, au contraire, avait dès 1936, fortement augmenté les crédits militaires dans le cadre d'un conflit militaire futur avec l'Allemagne envisagé à partir de 1935. Un des spécialistes du sujet, Philippe Garaud note que les ministres du Front Populaire « accordent plus de moyens aux armées que les etats-majors n'en demandaient. Une première dans les annales de la Republique Française ».
Même si la défense des deux accusés cite des chiffres exacts, elle ne les contextualise pas par les politiques budgétaires opposées des gouvernements Doumergue et Blum. En effet, la première, déflationniste, réduisait drastiquement les dépenses de l’ensemble des ministères, dont celui de la Guerre, alors que la seconde, proto-keynésienne, augmentait tous les crédits, parmi lesquels ceux de la Guerre.

### Léon Blum: un homme averti
Dans le rétablissement du service militaire obligatoire par l'Allemagne hitlérienne le 16 mars 1935, Léon Blum et Édouard Daladier virent « tout à la fois une provocation qui pouvait difficilement demeurer sans réplique, et une menace qui exigeait impérieusement des précautions ».
Léon Blum avait été informé des propositions du lieutenant-colonel Charles de Gaulle prévoyant une tactique nouvelle fondée sur l’emploi massif de grandes unités cuirassées mobiles. C’est pourquoi, devenu Président du Conseil, il le reçut le 14 octobre 1936. Aussi Blum avait-il conclu que « l’état-major » qui avait participé à la définition de ce programme d’armement se destinait à entrer dans la voie tracée par le lieutenant-colonel de Gaulle.
Toutefois, à l’automne 1939, chez Paul Reynaud, il rencontra à nouveau le colonel de Gaulle, qui l'informa de la réalité du terrain concernant la constitution d'unités de blindés, dont la sienne : « Ce que j'ai n’est rien. Absolument rien. Le cœur serré, je joue mon jeu dans une atroce mystification. Je n'ai pas, sous mes ordres, des divisions cuirassées pour la bonne raison qu'il n'en existe pas une seule. Les quelques douzaines de chars légers qui sont rattachés à mon commandement sont une poussière. Je crains que l'enseignement de la Pologne, pourtant si clair, n'ait été récusé de parti pris. On ne veut pas que ce qui a réussi là-bas, soit exécutable ici. Croyez-moi, tout reste à faire chez nous et si nous ne réagissons pas à temps, nous perdrons misérablement cette guerre. Nous la perdrons par notre faute ». Et de Gaulle de préciser plus tard à Léon Blum : « Si vous êtes en mesure d'agir de concert avec Paul Reynaud, faites-le, je vous en conjure. J'ai rédigé le plus nettement que j'ai pu mes idées sur l'état actuel de l'armée et sur les mesures immédiates qu'il faudrait prendre. Cela fait une note de quelques pages ».
Léon Blum reçut quelque temps plus tard « La guerre mécanique », dans lequel le colonel de Gaulle rappelait à nouveau « l’urgence de l’adoption d’une tactique appropriée à la guerre nouvelle ». Quelle suite a été donnée à tous ces efforts de persuasion déployés par de Gaulle ? Léon Blum nota que dans les premiers mois de 1940 « sont formées hâtivement trois divisions cuirassées. Mai 1940 arrive. Alors seulement on confie, au colonel de Gaulle, un groupe de cuirassés supplémentaire improvisé sur le champ de bataille à la tête duquel il fit des prodiges. Hélas, l’arrêt de la progression des unités mécaniques allemandes ne dure qu’un moment. Et on connaît la suite ».
La proposition du colonel de Gaulle, et avant lui celle des généraux Jean Estienne et Aimé Doumenc, se heurte au sein de l'institution militaire fortement hiérarchisée et conservatrice à un corpus doctrinaire rigide où l'infanterie demeure la reine des batailles comme en 1918, malgré les évolutions technologiques. Les exemples de la guerre civile espagnole en 1936 et celle de la campagne de Pologne en 1939 n'avaient pas été pris en compte, comme le souligne l'historien Marc Bloch, témoin direct des évènements, dans son ouvrage L'Étrange Défaite,,.

### Édouard Daladier: «il cogne comme un bûcheron»
Édouard Daladier, qui avait eu la responsabilité du portefeuille de la Défense Nationale et de la Guerre qu’il conservera sans interruption du 4 juin 1936 jusqu'à fin avril 1940, avait mené le programme dit « de 14 milliards », décidé par Léon Blum. Il connaissait les dossiers de la défense et proposait une défense solide et étayée par des données chiffrées.
Lors des échanges avec la cour, il prouva chiffres à l'appui, de manière opposée à ce qu'affirme le réquisitoire, indiquant « que la Wehrmacht ait été supérieure en nombre et bien mieux équipée que l'armée française », que le nombre de blindés était « à peu près équivalent de part et d'autre » démontrant « que c'est l'emploi des Divisions Cuirassées qui fut négligé par l'État-major » (comme également celle de l'aviation d'attaque et de bombardement tout comme la Défense Contre Avion),,,.
Ainsi, lorsque le président de la cour l'interrogea sur ce point : « Combien y avait-il de chars modernes en 1936 ? Puis en mai 1940 ? », Daladier répondit : « 34 en 1936. 3 500 en 1940 ! ». À une nouvelle question du président : « En 36 ou 37 combien de canons aériens basse altitude pour la protection des troupes ? Et en 1939 ? ». Daladier répondit : « 0 en 1936. 2 500 en 1939 ».
De même, Édouard Daladier indiqua qu'il s'était heurté d'ailleurs à une opposition active de la part de l'état-major de l'armée concernant sa décision de créer dès 1938 une division cuirassée. L'état-major, qui raisonnait en vertu des concepts tactiques de front continu, hérités de la guerre 1914–1918, recommandait toujours une stratégie défensive pure et affirmait que « le front contenu pouvait résister à toute tentative de percée par une colonne de chars », là où les généraux de la Wehrmacht raisonnaient en guerre de mouvement et par la concentration de moyens mécaniques pour percer les lignes ennemies laissant à l'infanterie de réduire les poches de résistance.
De même, sur le plan de la doctrine militaire, Édouard Daladier mit en avant les carences stratégiques du haut commandement français, notamment du fait du conseil supérieur de la guerre dont le vice-président avait été Philippe Pétain lui-même. En effet, déjà de 1929 à 1935, 5 milliards de francs avaient été débloqués pour renforcer les fortifications. Or, le Conseil Supérieur de la Guerre (CSG) s'était alors opposé à l'extension de la ligne Maginot sur la frontière Nord, de la Lorraine jusqu'à la mer et ce, dès 1927. Demandée à nouveau en 1932 par le ministre de la guerre Pietri, elle fut refusée à nouveau par le CSG. Pétain avait justifié ainsi la position du haut commandement au sujet de cette région : « parce qu’elle réunissait de nombreuses implantations industrielles mêlées à une dense population ». De même en 1936, Édouard Daladier, ministre de la guerre, sollicita à nouveau l'état-major de l'armée française afin « de préparer sans retard une étude sur l’organisation d'une tête de pont en avant de Sedan et de protéger les Ardennes », action qu'il va poursuivre durant les années suivantes. Il va se heurter à une opposition doctrinaire bien ancrée au sein de l'armée française.
En effet, le maréchal Pétain déclarait à nouveau devant le Sénat « nous arrivons du secteur Ardennes et des fortifications à partir de Montmédy. Les forêts des Ardennes sont impénétrables. Si on y fait des aménagements spéciaux, nous considérerons cela comme une zone de destruction. Naturellement les lisières du côté de l'ennemi seraient protégées. On y installerait des blockhaus. Mais comme ce front n'aurait pas de profondeur, l'ennemi ne pourrait pas s’y engager. Et s'il s'y engage, on le repincera à la sortie des forêts. Donc ce secteur n’est pas dangereux ».
Face à cette opposition doctrinale, Édouard Daladier constatait : « Alors on fit à minima. Et pourtant depuis que la France existe, c'est par ce secteur que sont passées tant d'invasions. J'ai essayé de barrer tout cela. J'ai prodigué des crédits. Je me suis constamment engagé. Mais pire l'État-major s'obstina à agglutiner hors la ligne Maginot 20 divisions, dont on savait bien qu'elles n'avaient pas la meilleure capacité comme celle des troupes figées derrière les fortifications. L’État-major, que ce soit en septembre 39, ou que ce soit en mai 1940, était persuadé que le secteur Ardennes n’était pas dangereux ».
Finalement, Léon Blum et Édouard Daladier démontrèrent donc que la défaite de la campagne de France n'était « pas venue, faute de moyens, mais de la longue application d'une politique défensive et des erreurs stratégiques du haut commandement » de l'armée française, faits qui furent corroborés par un temoin direct de l'époque, l'historien Marc Bloch dans son ouvrage L'Étrange Défaite,,,

## La couverture par la presse alliée et la censure de Vichy
Présents durant tout le procès, les journaux étrangers relatèrent avec justesse les mots et les faits. La presse française, quant à elle, en parla de moins en moins : les accusateurs se retrouvant accusés, il ne fallait surtout pas mettre dans l'embarras le nouveau régime, ce dernier ayant fait passer des consignes très claires de censure sur la façon dont on devait présenter l'affaire comme notamment de ne pas diffuser « l'exposé sur la responsabilité des ministres de la guerre depuis 1930 et surtout 1934 (maréchal Pétain) », ou par exemple de « supprimer toute la partie qui met en cause les gouvernements de 1929 à 1936 » dans l'intervention de Léon Blum ou encore de supprimer le passage de la déclaration d'Édouard Daladier « indiquant qu'il a été décidé par le maréchal Pétain de ne pas fortifier le front du Nord et des Ardennes » ou encore « sur l'opinion du maréchal Pétain sur les fortifications des Ardennes : non ce secteur n'est pas dangereux… ».
Ces mesures de censure sont contournées par la presse alliée et diffusées notamment dans l'émission radiophonique diffusée à Londres : « Les Français parlent aux Français ». La plaidoirie de Léon Blum, relayée par la presse étrangère, lui valut une grande sympathie auprès des Américains. L'ancien président du Conseil reçoit en 1942 un télégramme pour son anniversaire, signé par Eleanor Roosevelt, l'épouse du Président Roosevelt. Et le 9 avril 1942, le New York Times titre un article « Pour Léon Blum ».
La plaidoirie

« Messieurs, j'ai achevé. Vous pourrez naturellement nous condamner. Je crois que, même par votre arrêt, vous ne pourrez pas effacer notre œuvre. Je crois que vous ne pourrez pas effacer notre œuvre. Je crois que vous ne pourrez pas — le mot vous paraîtra peut être orgueilleux — nous chasser de l'histoire de ce pays. Nous n'y mettons pas de présomption, mais nous y apportons une certaine fierté : nous avons dans un temps bien périlleux, personnifié et vivifié la tradition authentique de notre pays, qui est la tradition démocratique et républicaine. De cette tradition, à travers l'histoire, nous aurons malgré tout été un moment. Nous ne sommes pas je ne sais quelle excroissance monstrueuse dans l'histoire de ce pays, parce que nous avons été un gouvernement populaire ; nous sommes dans la tradition de ce pays depuis la Révolution Française. Nous n'avons pas interrompu la chaîne, nous ne l'avons pas brisée, nous l'avons renouée et nous l'avons resserrée. Naturellement, il est facile quand on dispose de tous les moyens qui agissent sur l'opinion de défigurer notre œuvre, comme on peut défigurer notre personne ; notre visage. Mais la réalité est là et elle se fera jour. La durée de l'effort humain ne commande pas le rendement d'un appareil industriel, le loisir n'est la paresse ; la liberté et la justice n'ont pas fait de la patrie une proie désarmée ; avec les ilotes on ne fait pas plus des ouvriers que des soldats. Qu'il s'agisse de manier l'outil ou de manier l'arme, ce sont la liberté et la justice qui engendrent les grandes vertus viriles, la confiance, l'enthousiasme et le courage. Quand on nous dit : « Vous avez eu tort, il fallait agir autrement » on nous dit nécessairement, forcément, « il fallait briser et trahir la volonté exprimée par le peuple ». Nous ne l'avons ni trahie, ni brisée par la force, nous y avons été fidèles. Et Messieurs, par une ironie bien cruelle, c'est cette fidélité qui est devenue une trahison. Pourtant cette fidélité n'est pas épuisée, elle dure encore et la France en recueillera le bienfait dans l'avenir où nous plaçons notre espérance et que ce procès, ce procès dirigé contre la République, contribuera à préparer »

.
Les avocats
- Samuel Spanien[18]
- Félix Gouin
- André Le Troquer

## L'ajournement
Face à la qualité de la défense de Léon Blum et d'Édouard Daladier, qui affaiblissait gravement la thèse de la défaite et donc la légitimité même du régime de Vichy, une vraie contre-propagande se mit en place notamment parmi les soutiens à ce dernier. Ainsi, Marcel Déat, le 24 février 1942, écrivait qu’il « ne fallait pas ouvrir la boîte de Pandore… le procès n’est pernicieux que pour le gouvernement. Il reste pestilentiel pour l'opinion à qui il aurait dû être salutaire ». Dans Le Petit Parisien du 3 mars 1942, André Algarron soulignait de même que « Les accusés se transforment en accusateurs ».
De même, la presse allemande et les diplomates du Reich expriment leur mécontentement sur le déroulement du procès tandis que les militaires allemands voyaient leur victoire de mai 1940 nettement dévalorisée, face à l'armée française victorieuse du conflit de 1914-1918 et encore considérée avant le conflit comme la meilleure du monde. Plus délicat encore, comment était-il possible d'expliquer à l'opinion publique allemande « qu’un juif puisse mettre à mal la réputation d’un maréchal de France cautionné par le Führer ? ».
Adolf Hitler fut exaspéré par la tournure des événements et déclara le 15 mars 1942 : « Ce que nous attendions de Riom, c'est une prise de position sur la responsabilité du fait même de la guerre ! ». Le 21 mars 1942, son envoyé, Friedrich Grimm, fait alors pression sur le régime de Vichy pour mettre fin au procès, et tenter ainsi de limiter les dégâts. Benito Mussolini déclara : « Ce procès est une farce typique de la démocratie ».
Le 14 avril 1942, après vingt-quatre audiences, le procès est suspendu pour un « supplément d'information ».
L'affaire est définitivement close le 21 mai 1943.

## Le destin des accusés
En mars 1943, Blum est transféré aux autorités allemandes et déporté dans une petite maison forestière à Buchenwald, séparée de quelques centaines de mètres du camp. Le 3 avril 1945, Léon Blum et sa femme sont emmenés dans un convoi de prisonniers et au bout d'un mois de pérégrinations, ils se retrouvèrent dans un hôtel du Tyrol italien. Ils y sont libérés le 4 mai par l'armée américaine.
Daladier est placé en mars 1943 en résidence surveillée au château d'Itter (Tyrol) en compagnie du président Albert Lebrun, du général Maurice Gamelin, de Léon Jouhaux et sa compagne Augusta Bruchlen, de Paul Reynaud et sa collaboratrice Christiane Mabire, du général Weygand, du colonel de La Rocque, de Michel Clemenceau et de Jean Borotra. Ils seront libérés en mai 1945, à l'issue de la bataille du château d'Itter, durant laquelle les prisonniers combattent aux côtés de soldats de la Wehrmacht, de forces américaines et d'éléments de la résistance autrichienne, contre des troupes de la Waffen-SS.

#### Ouvrages
- François Delpla, Hitler et Pétain, Paris, Nouveau Monde, 2020.
- Julia Bracher (présenté par), Riom 1942 : le procès, Paris, Omnibus, 2012, XXI-1043 p. (ISBN 978-2-258-09141-2). Contient des extraits des Mémoires de Léon Blum, du Journal de captivité d'Édouard Daladier, ainsi que les réquisitoires et interrogatoires du procès.
- Jean-Denis Bredin, L'infamie : le procès de Riom, février – avril 1942, Paris, Bernard Grasset, 2012, 177 p. (ISBN 978-2-246-78423-4).
- Henri Michel, Le Procès de Riom : le procès du Front populaire et la défaite de 1940, Paris, Albin Michel, 1979, 407 p. (ISBN 978-2-226-00761-2, présentation en ligne).
- Frédéric Pottecher (comptes rendus présentés et commentés par), Le Procès de la défaite : Riom, février – avril 1942, Paris, Fayard, 1989, 253 p. (ISBN 2-213-02151-1).
- James de Coquet, Le procès de Riom, Paris, Fayard, 1945, 296 p., In-16
- Christiane Rimbaud (en collab. avec Pierre Béteille), Le Procès de Riom, Paris, Plon, 1973.

#### Articles
- Jean-Pierre Azéma, « Il y a cinquante ans Le procès de Riom », Le Monde, 17 février 1992 [lire sur palimpsestes.fr].
- Jean Touzet, « Un procès quelque peu oublié : le procès de Riom (1942–1943) », Travaux de l'Académie nationale de Reims, vol. 183 « Mélanges académiques et Annales »,‎ 2016, p. 261–287.

### Filmographie
- 2013 : Blum-Pétain, duel sous l'Occupation, documentaire réalisé par Julia Bracher et Hugo Hayat pour France 5 - visionner le documentaire.
- 1979 : Le Procès de Riom, téléfilm du réalisateur et scénariste Henri Calef.